# 朱士稚
朱士稚（？—1660年），字伯虎，更字朗詣，浙江山陰縣（今屬紹興市）人，明末清初詩人。

## 生平
明万历年间吏部尚书、文华殿大学士朱赓之孙，父朱敬衡曾任雷州知府。明亡後以遺民自居，好游侠，喜声伎，家中食客常有百人之多。與張宗觀並稱「山陰二朗」。順治四年（公元1647年）冬，因事下狱，幸賴好友张宗观筹集重资，贿狱吏得释。出狱后，與魏耕、钱缵曾、陈三岛等“称莫逆交，聚谋通海上”。長年来往于吴越之间，秘密图谋恢复。順治十七年（1660年）郑成功围攻南京失败，士稚叹息悲思，十二月病卒，葬於会稽山下，門人私諡為「貞毅先生」。著有《吳越詩選》二十二卷。